# Skøelva
Skøelva o Skøelv es la segunda localidad más poblada del municipio de Sørreisa en la provincia Troms, Noruega. Se ubica en la costa del Reisafjorden, a 5 km al oeste de Sørreisa. Está a un lado de la desembocadura del río Skøelva. Es sede de la capilla de Skøelv.